# Dynamisk system
Dynamiske systemer handler om undersøgelse af løsninger til systemers bevægelsesligninger, som hovedsageligt er mekaniske af natur; selvom dette omfatter både omløbsbaner såvel som elektroniske kredsløbs opførsel og deres løsninger til partielle differentialligninger, der opstår i biologi. Meget af den moderne forskning er fokuseret på undersøgelsen af kaotiske systemer.
| Matematik | Spire Denne artikel om matematik er en spire som bør udbygges. Du er velkommen til at hjælpe Wikipedia ved at udvide den. |